# 雲母坂盾
雲母坂 盾（きららざか じゅん、9月12日 - ）は、日本の漫画家。

## 来歴
大学卒業後、上京のタイミングでトキワ荘プロジェクトに参加。2017年から2年11ヶ月の間、トキワ荘プロジェクトに在籍。
「THE END OF 幼馴染」を『ジャンプGIGA』（集英社）2018 WINTER vol.1に掲載。続いて、「JUSTICE HAZARD」を『ジャンプGIGA』2018 SUMMER vol.3に掲載。
「ボーンコレクション」の読み切りを『週刊少年ジャンプ』（同）2019年39号に掲載し、同誌2020年21号・22号合併号から同年38号まで連載。2023年、同誌23号より戦後の昭和を舞台にしたボクシング漫画『ドリトライ』の連載を開始。

## 人物
趣味・特技は映画鑑賞とカラオケ。好きな漫画に久保帯人の『BLEACH』、田村隆平の『べるぜバブ』、大今良時の『聲の形』、鳥山明の『DRAGON BALL』を挙げている。
2022年から2023年まで松井優征の『逃げ上手の若君』のアシスタントをしていた。

## 作品リスト

### 連載
- ボーンコレクション（『週刊少年ジャンプ』2020年21・22合併号[6] - 38号、全2巻）
- ドリトライ（『週刊少年ジャンプ』2023年23号[7] - 2023年42号、全2巻）

### 読み切り
- THE END OF 幼馴染（『ジャンプGIGA』2018 WINTER vol.1[3]）
- JUSTICE HAZARD（『ジャンプGIGA』2018 SUMMER vol.3[4]）
- ボーンコレクション（『週刊少年ジャンプ』2019年39号[5]）
- バックトゥ・アタック勇者（『週刊少年ジャンプ』2021年31号[10]）
- 心が強ぇんだ（『少年ジャンプ+』2022年2月19日[11]）
- THE NINJAS（『ジャンプGIGA』2024 WINTER[12]）